# Leucauge mahurica
Leucauge mahurica là một loài nhện trong họ Tetragnathidae.
Loài này thuộc chi Leucauge. Leucauge mahurica được Embrik Strand miêu tả năm 1913.